# Число десять в иудаизме
Число́ де́сять в иудаи́зме (10; десяток) — в Танахе, Талмуде, Мидраше и числовой мистике (каббале) имеет большое значение, уступая лишь числам семь, три и четыре.
Уже у древних евреев преобладала десятеричная система, как видно из того, что в еврейском языке имеются отдельные названия для чисел от одного до десяти; для дальнейших чисел число десять служит высшей единицей, комбинируя простые единицы с десятком, древние евреи получали словесные обозначения для чисел от 11 до 99; число 20 называется «двойным десятком». Тем не менее, в религиозном обиходе чаще встречается число семь, что наводит на мысль, что в более глубокой древности существовала семеричная система.
Числа от 1 до 10 в древнееврейском языке являются именами прилагательными, с особыми формами для мужского и женского родов; остаётся непонятным, почему родовые окончания имён числительных прямо противоположны родовым окончаниям имён существительных и прилагательных. В библейских книгах нет особых знаков для чисел; они выражаются словами; лишь в талмудическое время стали отмечать числа отдельными буквами.
Название первого десятка, как основы десятичной системы, естественно, должно было получить частое применение: 10 заповедей, 10 золотых подсвечников и столов, 10 дней испытания, 10 как мера вознаграждения, десятина как священный налог.

## Танах
Десять образует основную единицу:
- при измерениях Ноева ковчега, при определении пространства Скинии (Исх. 26—27);
- при построении Храма Соломона и проектированного Храма Иезекииля (3Цар. 6:3; Иез. 40—42);
- оно представлено и числом заповедей (Исх. 20; Втор. 5)[2].

Также
- 10 золотых подсвечников и столов (2Хрон. 4:7);
- 10 дней испытания в Дан. 1:12;
- 10 как количественная мера вознаграждения (Суд. 17:10);
- 10 мелодий Псалтири (славословие, мелодия, пение гимна под музыкальные инструменты, пение, хвала, молитва, благословение, благодарение, блажен (евр. ашрей), аллилуйя)[3];
- Псалтирь сочинена десятью людьми (Адамом, Мелхиседеком, Авраамом, Моисеем, Давидом, Соломоном, Асафом, тремя сыновьями Корея)[3];
- дробь 1/10 (Исх. 29:40; Ис. 6:13)[1].

Десятый день
- День всепрощения определён в десятый[4] день седьмого месяца (Лев. 23:27);
- Десятый день месяца нисана назначен для покупки пасхального агнца (Исх. 12:3)[2].

Как наказание
- Египтян в наказание постигло 10 язв (Исх. 8—11);
- Говорится также, что в виде наказания «Десять женщин будут печь хлеб в одной печи» (Лев. 26:26);
- Амос (Амос. 5:3) говорит: «Город… выставлявший сотню, останется с десятком принадлежащих к дому Израиля»[5][2].

Десятина как священный налог
Авраам отдал десятую часть своего имущества священнику (Быт. 14:20), столько же получают из продуктов земли левиты, а также бедные; левиты же, в свою очередь, отдают десятую часть своей доли священнику (Лев. 27:30—32; Чис. 18:26).
Иаков обещал отдать Богу десятую часть того, чем Бог его наградит (Быт. 28:22). По древнему обычаю столько же получал царь от своего народа (1Цар. 8:15—17).
Символ множественности
Десять употребляется как круглое число (Быт. 31:7; Чис. 14:22; 1Цар. 1:8; Иов. 19:3) и часто упоминается в Библии как таковое, хотя в большинстве случаев оно не действительное и употребляется лишь как символ множественности. Оно часто употребляется как множитель; однако в числе семьдесят (как в Чис. 11:16) множителем должно рассматривать число семь, как пережиток более древней системы счисления.
В общем, заключают авторы ЕЭБЕ, число десять в Библии есть совершенное, законченное, а также основное.
Степени десяти
Степени десяти — сто, тысяча, десять тысяч и сто тысяч часто встречаются как круглые числа (Екк. 6:3, 8:12). Дальнейшая степень 10 (тысяча тысяч) встречается в гиперболических благословениях (Быт. 24:60), в количестве воинов в армии (2Пар. 14:8), колесниц Божиих (Пс. 67:18), существ у трона Его (Дан. 7:10). Последние числа — самые большие, встречающиеся в еврейской Библии.

## Талмуд, Мидраш
У таннаев встречается более или менее определённое представление о том, что мир создан посредством десяти «творческих слов» (מאמרות‎, маамаро́т) — слово, по смыслу почти буквально совпадающее с греческим термином «логос», занимающим центральное место в теософии Филона.
В Талмуде и Мидраше числу десять придаётся ещё больше значения; уже в одной незаконченной серии галахических афоризмов (дидактических изречений) числом десять начинаются 26 афоризмов. Оно встречается также и в аггаде. В сборнике талмудических афоризмов Beth Waad la-Chachamim (Лондон, 1902) их приводится 59, причём это число также надо полагать далеко не полным.
В постановлениях, касающихся дня, когда читают свиток Эстер, город определяется «большим», если в нём живёт 10 человек, не имеющих никаких занятий (батлани́м — «праздношатающиеся») и, следовательно, всегда свободных для исполнения общественного богослужения; а в «Мегиле» (ІV, 3) перечисляются 9 функций, при исполнении которых должны присутствовать 10 евреев-мужчин.
Относительно чистоты происхождения различались 10 классов семейств.
В Новый год должны были прочитываться вслух 10 стихов Священного Писания, в которых упоминались атрибуты Бога.
Ездра установил 10 законов; для Иерусалима были установлены также 10 специальных галахических положений. Подобных законов существовало очень много. Флавий, например, рассказывал, что обыкновенно за пасхальной трапезой должно было присутствовать не менее 10 человек.

### Числовая мистика
Числовая мистика была изложена в отдельной книге «Сефер йецира», где теория чисел имеет некоторые следы философской мысли.
Число десять выражает качество, а 22 — количество. 10 символизировало 10 сфер, значение которых с течением времени приобретало всё более мистический характер. Различные комбинации чисел образуют тайну бытия и мирового процесса, тайну божественного Промысла, а также всех религиозных и этических принципов. Число перестаёт быть атрибутом объектов и само становится сущностью, объекты же приобретают второстепенное значение. И всегда при этом повторяются главнейшие из чисел — 3, 7 и 10:
- три — первое число, преодолевшее дуализм вещей;
- семь — символ дисгармонии, ибо оно не делится и не содержится ни в одном из всех прочих чисел первого десятка и этим от них отличается; оно «непроизводительно» и изолировано;
- десять, напротив, уничтожает дисгармонию мира и является синтезом в сфере идей; оно представляет комбинацию начала (1) с конечным единичным числом и само образует начало десятков, то есть, завершая процесс, оно возвращается к исходному пункту; оно есть символ абсолютного единства[1].

В то время как мотазилитическая религиозная философия предпочитает число 3 и установила 3 божественных атрибута, каббалистический пантеизм выдвигает на первый план число десять. Бог имеет 10 атрибутов, образующих излияние Его сущности, эманацию Его силы и имеющих с Ним и в Нём абсолютное единство.
Числовую мистику развил Авраам ибн Эзра в труде «Йесод мора». Каббала переняла и дальше развила эту мистику.